# Зорин, Александр Иванович
Александр Иванович Зорин (27 сентября 1941, Москва) — российский поэт и переводчик, публицист.

## Биография
Родился 27 сентября 1941 года в Москве. Окончил геологический техникум. В 1968 году окончил заочно Литературный институт.
В 1979 году вступил в Союз писателей СССР. В 1990-х годах был членом «Апреля».

## Книги
- Яблоневый день. — М.: 1979.
- Каменный листопад. — М.: 1980.
- Вверх по водопаду. — М.: Современник, 1989.
- Гнездо. — М.: Советский писатель, 1989.
- Ангел чернорабочий. — М.:Прогресс, 1992,2004,Рудомино 2017.
- После зимы "РБП" - М.:1996
- Дорога ночью. — М.: Центр информатики, 1998.
- Жертвоприношение Авраама. — М.: Общество друзей Священного Писания, 1999.
- Комета над"Косьмой и Дамианом"

- М.:2005.
- Выход из Лабиринта. Эссе. - М.

2005.
- От крестин до похорон один день.

М. Новый хронограф. : 2010.
- Эвхаристо. - М. Новый хронограф,

2013.
- Мамин дневник и др. признаки жизни. - М. Новый хронограф, 2016.
- Март отзывчивый март безутешный.

- М. Новый хронограф, 2018.